# Can Maiol
Can Maiol és una masia d'arquitectura popular a Palau-solità i Plegamans (Vallès Occidental) protegida com a bé cultural d'interès local.

## Descripció
La masia mostra els resultats de les reformes realitzades en el segle xviii. En l'actualitat és una masia de planta baixa i dos pisos, coberta amb teula àrab a dos vessants. A la planta baixa hi ha un portal d'entrada rectangular i una finestra rectangular a cada costat totes les obertures estan emmarcades per una motllura llisa. En aquest nivell hi ha una prolongació a cada costat amb una utilitat agrícola, i en la seva part superior forma sengles terrats descoberts, el de l'esquerra molt més gran i amb barana de pedra. Al primer pis hi ha una galeria amb vuit columnes que aguanten un entaulament llis; cada columna té a la part de darrere un pany de mur. El segon pis, en la façana principal, té un balcó central i una finestra a cada costat. El coronament de la façana és en una motllura discontínua, més aixecada en la seva part central on es troba un element decoratiu de pedra.
A la part de davant de la casa, hi ha un pati tancat per una portalada amb la coberta a dos vessants i voladís pronunciat.